# Stefanesia avramae
Stefanesia avramae is een hooiwagen uit de familie Gonyleptidae.